# N-プロピルベンゼン
n-プロピルベンゼン（英: n-propylbenzene）は、化学式C6H5CH2CH2CH3で表される芳香族炭化水素の一つである。ベンゼン環にプロピル基が一つ結合した構造で、1-フェニルプロパンの別名を持つ。常温では無色の液体。構造異性体に、クメンがある。

## 用途
n-プロピルベンゼンは印刷や繊維の染色、メチルスチレンの製造など様々な産業において、非極性有機溶媒として使用される。

## 製法
塩化ベンジル由来のグリニャール試薬と、硫酸ジエチルを反応させて合成することができる。